# Албрехт Дирер
Албрехт Дирер (Нирнберг, 21. мај 1471 — Нирнберг, 6. април 1528) био је немачки ренесансни сликар, графичар и теоретичар уметности. Био је један од највећих мајстора уметности у доба хуманизма и реформације.
Учио је цртање у радионици нирнбершкога сликара Михаела Волгемута, где је боравио 4 године, а 1495. први пут је отишао у Италију и копирао италијанске мајсторе. Ујединио је италијанску рану ренесансу с експресивним стилом немачког реформаторског доба и дошао до нових облика изражавања. Посезао је за митологијским, алегоричним и религиозним темама, али се бавио и природом. Његови акварели крајолика, студије биљака и животиња сведоци су његовог дубоког разумевања природе. У радионици свог оца обучен је за златара, па је Дирер је до врхунца развио дрворез и бакрорез и својим графикама одлучујуће утицао на популаризовање реформатора и хуманиста. Као први немачки уметник посветио се теорији уметности и између осталог написао темеље науке о пропорцијама. Након повратка у Нирнберг отворио је радионицу и изводио олтарне слике и портрете, прве бакрорезе и низ дрвореза „Апокалипса“ и „Велика мука“. Након повратка с другог путовања у Италију настали су његови највреднији бакрорези „Витез, смрт и ђаво“ и „Меланхолија I“ и „Свети Јероним у ћелији“. У последњој фази насликао је свој најбољи „Аутопортрет“ и „Четири апостола“, и писао трактате о сликарству. Његово укупно дело обухвата 70 слика, 900 цртежа, 100 бакрореза и 350 дрвореза.

## Биографија

### Порекло
Дирерови преци пореклом су били из Угарске. Недалеко од градића Ђула (Gyula) лежи сеоце Ајтош (Ajtós) од чега је родбина одводила своје име јер то на мађарском језику значи врата исто као на немачком Tür, а Dürer значи рођак из Ајтоша. Диреров деда Антони је напустио породичну традицију гајења коња и паше стоке и постао је златар у градићу Ђула.

### Биографија
Дирер је рођен 21. маја 1471. у Нирнбергу, у породици златара, који је у тај немачки град дошао из Мађарске средином 15. века. У породици је било 18-оро деце, од којих је будући велики уметник био треће.
Када је имао 15 година Албрехт је почео да се школује у радионици великог нирнбершког уметника тога доба Михаела Волгемута. Тамо је Дирер научио не само сликарски занат, већ и гравирање на дрвету и бакру. Школовање се, по традицији, завршило путовањем, 1490. За четири године млади Дирер је посетио низ градова у Немачкој, Швајцарској и Холандији, усавршавајући своју технику.
Године 1494, Дирер се вратио у Нирнберг, и ускоро оженио. Исте године путовао је у Италију, где се упознао са сликарством Мантење, Полајуола, Лоренца ди Кредија и других мајстора. Наредне године, 1495, вратио се у родни град и у наредних десет година створио своје најзначајнија дела из области графике. Његов рад у овом добу карактерише јак утицај позног готичког сликарства.
Дирер је поново посетио Италију 1505, и овај пут се поуздано зна да је посетио Венецију. Иако је постигао велики успех у Венецији, и постао пријатељ многих утицајних уметника, вратио се у Нирнберг и ту стварао. Сматран је за једног од најзначајнијих сликара свога времена. Размењивао је цртеже и писма са великим уметницима, попут Рафаела.
Поново је путовао 1520, овај пут у Холандију, да би био присутан на крунисању цара Карла V. Овде се заразио непознатом болешћу која га је мучила до краја живота. Последњих година живота сликао је мање, а више се бавио теоријским и научним радом. Написао је дела о геометрији, перспективи, пропорцијама и пројектовању фортификација. Умро је 6. априла 1528. у Нирнбергу.
Дирер је први у Европи саставио Магични квадрат
| 16 | 3  | 2  | 13 |
| 5  | 10 | 11 | 8  |
| 9  | 6  | 7  | 12 |
| 4  | 15 | 14 | 1  |

приказан на његовој гравури »Меланхолија I«.

## Дело

### Рана дела
Дирерова прва дела су били дрворези. Између осталог направио је илустрације за „Брод лудака“ Себастијана Бранта који је изашао 1494. године, које нису наишле на добар пријем. На свом путу за Италију направио је неколико мањих слика, нпр. „Покајање светог Јеронима“ на којој задивљује необично небеско указање насликано у позадини.
Још једна од слика из овог периода је „Мадона са дететом испред лука“. Ова плоча је откривена у 20. веку у женском манастиру у Равени и никада није напустила Италију. Дирера су фасцинирале у првом реду мадоне испред завеса од тканина или пејзажа у стилу њему омиљеног Ђованија Белинија.
Нејасна је хронологија Дирерових пејзажа у акварелу. Сматра се да су настали још пре одласка у Италију. Да ли су слике направљене за време пута у Италију или по повратку још увијек није утврђено. У сваком случају акварели које је донео са првог путовања у Италију су најлепши у своме жанру. Нико се пре тога није акварелом опходио тако слободно и уједно тако прецизно.
Два прва Дирерова аутопортрета комбинованом техником потврђују његову властиту слику као самопоузданог мушкарца. На првом, који је насликан вероватно у Стразбуру 1493. године, Дирер као двадесетогодишњак држи у руци бодљикави цвет који је симболично представљао његову скорашњу свадбу. Био је направљен на пергаменту да би га послато у Нирнберг као поклон за будућу супругу Агнес и њену родбину.
У овај Диреров период такође спада више портрета. Не смеју се заборавити цртежи, као што је „Младић са џелатом“ датиран око 1493. године, где приказује младића који је требало да буде убијен, нагог у клечећем положају испред џелата. Џелат га глади уместо да га убије, што су неки историчари касније протумачили као знак Дирерових хомосексуалних тенденција.

### Врхунац стваралаштва
Међу Дирерова врхунска дела спада „Аутопортрет у кожуху“ из 1500. године на којем ауторово лице израња из нестварне позадине са загонетношћу која наликује на Леонардову „Мона Лизу“.
„Портрет младе Венецијанке“ из 1505, вероватно куртизане, јако је привлачан. Модел је насликан изблиза, без рамена, фризура је представљена по венецијанској моди из година 1500—1510. Његови портрети младих жена и мадона из 1506. године показују утицаје венецијанске сликарске школе што открива јасно сродство са концепцијама Ђованија Белинијаја које су на Дирера оставиле јак утисак.
Последње дело које је Дирер израдио на путовању у Венецију је „Портрет младога мушкарца“ из 1507, на чијој је задњој страни насликана ружна жена са кесом новца. Ружна жена се тумачи као алегорија лакомости и настала је као варијација сличне слике Ђорђонеа из истог доба.
На слици „Христос међу ученицима“ из 1506. године Дирер је забележио: „дело од пет дана“. Овај бравурозни резултат је био планиран унапред припремљеном серијом студијских цртежа.
Највеличанственија слика са Диреровог другог пута у Венецију је монументална олтарна слика из 1506. године. Њу су наручили немачки трговци из Венеције за своју цркву у Сан Бартоломеу и вероватно га је финансирало братство Розенкранц. У то доба Дирер слика огромна олтарска дела.
На пољу графике Немци и Холанђани су били јако успешни и у доба када је у свету уметности доминирала италијанска ренесанса. Дирер је лично веровао у концепт да су права уметност и сва правила о пропорцији и геометрији чврсто дефинисана у природи, и да њима овладава онај ко може да их наслика. А он их је насликао. Дирер је био мајстор цртачког „микроскопског“ детаља. Пред свој други пут у Италију радио је студије природних мотива. Међу ове слике спада акварел зеца из 1502. на којој је верно насликао длаку а чије очи одражавају страх.

### Галерија I
- Мадона са чишком
- Портрет младог мушкарца
- Ванитас
- Христос међу ученицима
- Портрет младе Венецијанке
- Портрет младе Венецијанке
- Велики бусен
- Розенкранц олтар

### Позна дела
Године 1510, Дирер је добио наруџбину да изради две слике на панелима: Карла Великог и цара Жигмунда. Попрсје у натприродној величини требало је да краси драгуљарницу на тргу у Нирнбергу и Дирер је почео са многим студијским цртежима руха, круне, мача и рукавица.
Од 1512. године Дирер је почео да ради на двору Хабзбурговаца, и међу сликама из овог доба су слике његовог послодавца Максимилијана I. У овај стваралачки период спада и низ значајнијих слика као „Славолук“ из 1518. године или Максимилијанова „Тријумфална процесија“, као и дела бакрореза „Витез, смрт и ђаво“ или „Меланхолија I“.
Од 1512. до 1526. радио је на олтарима, портретима и углавном сликама са религиозном тематиком. Међу најпознатије спада слика „Четири апостола“, „Портрет Јохана Клеберга“, „Богородица у молитви“ или „Лукрецијино самоубиство“. Међу најпознатија дела позног доба спадају и портрети: „Портрет Јакоба Муфела“ и „Портрет Хијеронима Холцшуера“.

## Дирер и рађање технике акварела
Настанак акварела као технике и уметничког дела које се остварује воденим бојама повезује се са Дирером. Он се сматра за зачетника ове технике у сликарству, као и уметника који ју је усавршио и популарисао. Употребљавао је белину папира да нагласи светло и ваздушасто извођење дела. Интересовање за природу које је показао у овој техници дало је нове мотиве за нове генерације уметника. Дирерови акварели нису били предстудије за друга остварења. Радио их је са великом умешношћу и северњачком прецизношћу. Сликањем акварела Дирер је развио лакоћу покрета руке за сликање великих олтара.

## Теоријска дела
У свим својим теоријским делима како би пренео знање, Дирер је користио немачки језик, радије од латинског. Он је употребљавао сликовите изразе темељене на језику занатлија тог времена. Тако је Дирер допринео ширењу немачке прозе коју је започео Мартин Лутер с преводом Библије.

### „Четири књиге о мерењу“
Диреров рад на геометрији назива се „Четири књиге о мерењу“ (немачки: Underweysung der Messung mit dem Zirckel und Richtscheyt или Упутства за мерење са шестаром и лењиром). Прва књига се усредоточује на линеарну геометрију. Друга књига говори о дводимензионалној геометрији. Трећа књига примењује принципе геометрије у архитектури, инжињерству и типографији. Четврта књига комплетира прву и другу, прелазећи на тродимензионалне облике и конструкцију полиедара.

### „Четири књиге о људским пропорцијама“
Диреров рад на људским пропорцијама из 1528. назива се „Четири књиге о људским пропорцијама“ (немачки: Vier Bücher von Menschlicher Proportion)
Прва књига настала је већим делом 1512/13, а завршена је 1523, те приказује пет различито конструисаних типова мушке и женске фигуре, све делове тела приказане у деловима укупне висине. Друга књига садржи осам додатних типова, раздвојених у делове, али по систему Леона Батисте Албертија, који је највероватније научио из дела Франческа ди Ђорђа De harmonia mundi totius (1525). Трећа књига доноси принципе по којима се пропорције могу модификовати, те садржи математичке симулације конвексних и конкавних огледала. Четврта књига је посвећена теорији покрета. Као додатак задњој књизи налази се и есеј о естетици на којем је радио од 1512. до 1528. и који садржи теорију о идеалу лепоте. Дирер одбацује Албертијев концепт објективне лепоте, те предлаже релативно виђење лепоте базирано на разноврсности. Дирер је веровао да је истина скривена у природи, те да постоје правила која одређују лепоту, али не може одредити критерије.

## Оставштина и утицај
Диреров утицај на уметнике следеће генерације био је снажан, посебно у штампању, медију кроз који су његови савременици могли видети његову уметност. Слике су биле углавном у приватним збиркама у неколико градова.
Његов успех у ширењу репутације кроз Европу кроз штампу неоспорно је био инспирација за остале велике уметнике тог времена попут Рафаела, Тицијана и Пармигианина, који су користили штампу како би промовисали и дистрибуирали своја дела.
Рад на гравури, чини се да је имао застрашујући учинак на немачке наследнике. „Мали мајстори“ покушали су неколико већих гравура, међутим држали су се Дирерових тема у малим композицијама. Лукас ван Лејден је био једини гравер северне Европе који је успешно израђивао већа дела. Генерација италијански гравера, која су стицали занат у сени Дирера или су директно копирали делове пејзажа (Ђулијо Кампагнола и Кристофано Робета), или целе Дирерове отиске (Маркантонио Рајмонди и Агостино Венецијано). Након 1515. Диреров утицај је ипак ослабио када је Маркантонио усавршио нови стил гравуре, који је прешао Алпе и доминирао и северном Европом.
У сликарству Диреров утицај је био слаб у Италији, где је његово олтарско дело у Венецији било једино доступно. Његови интензивни и самодраматизирајући аутопортрети имају снажан утицај и данас, посебно на сликаре 19. и 20. века који су склонији драматичнијем стилу портрета. Диреров рад је увек био добро прихваћен од критике, те се интерес за његов рад у Немачкој константно оживљава, кроз „Дирерову ренесансу“ (1570—1630), затим у раном 19. веку и у немачком национализму (1870—1945).
Дирерова студија људских пропорција и кориштење трансформација координатног система, како би приказао варијације људског лица, инспирисала је за сличан рад Дарси Томпсона и његову књигу „On Growth and Form“.

### Дирер и реформација
Дирерова писања указују да је можда био склон идејама Мартина Лутера, иако није јасно да ли је икада напустио католичку цркву. Записао је у свој дневник жељу да нацрта Лутера: „И помогао ми Бог да могу отићи до др. Мартина Лутера; намеравам да израдим његов портрет с великом пажњом како бих га гравирао на бакарну плочицу и створио трајно сећање на хришћана који ми је помогао да пребродим своје потешкоће.“ У писму Николасу Крацеру из 1524, Дирер пише „због наше хришћанске вере налазимо се у презиру и опасности, јер нас проказују и називају неверницима.“ Његов пријатељ Пиркхајмер писао је у писму Јохану Чертеу 1530: „Признајем да сам у почетку веровао у Лутера, попут нашег Алберта блаженог у сећању ... али као што сви виде, ситуација је постала гора.“ Дирер је можда допринео одлуци градског већа које је дало овлашћење лутеранским проповедима и мисама у марту 1525. Дирер је био у контакту с бројним реформаторима као што су Хулдрих Цвингли, Андреас Карлстадт, Филип Меланхтон, Еразмус Ротердамски и Корнелиус Графеус.

## Најважнија графичка дела
- Велика Христова пасија и Апокалипса, 1496–1498, дрворези
- Витез, смрт и ђаво, 1513
- Свети Хијероним у ћелији, 1514
- Меланхолија I, 1514
- Диреров Носорог, 1515, дрворез

## Најважнија сликарска дела
- Аутопортрет (Мадрид, Музеј Прадо), 1498
- Портрет Осволта Крепа (Минхен, Стара пинакотека), 1499.
- Портрет Елзбет Тухерс (Касел, Државни музеји), 1499.
- Аутопортрет (Минхен, Стара пинакотека), 1500
- Поклоњење мудраца (Фиренца), 1504
- Мадона са зебом (Берлин, Државни музеји), 1506
- Розенкранц олтар (Праг, Национална галерија), 1506.
- Адам и Ева (Мадрид, Музеј Прадо), 1507.
- Портрет младића (Беч, Уметничко-историјски музеј), 1507
- Обожавање Светог Тројства (Беч, Уметничко-историјски музеј), 1511.
- Портрет Михаела Волгемута (Нирнберг, Немачки национални музеј), 1516
- Портрет императора Максимилијана I (Нирнберг, Немачки национални музеј), 1519.
- Четири апостола (слика из 2 панела) (Минхен, Стара пинакотека), 1526.

## Галерија II
- Аутопортрет из 1493.
- Христос на мукама, 1493./1494.
- Портрет саског достојанственика Фридриха , 1496.
- једна од Мадона, 1496./1498.
- Покајање Св. Јеронима, 1497.
- Мадона са дететом (Халерова Мадона), 1497.
- Портрет младе Фирлегерове са траком у коси, 1497.
- Четири јахача апокалипсе, 1498.
- Витешка кацига, 1498.
- Крило, 1500. ili (1512)
- Оплакивање Христа, 1500—1503.
- Мадона која храни дете, 1503.
- Поклоњење три краља, 1504.
- Св. Јосиф и Св. Јоаким, 1503—1505.
- Спасилац света, 1504—1505.
- Адам и Ева, 1507.
- Страдање десет хиљада хришћана, 1508.
- Хелеров олтар, 1509.
- Ландауеров олтар, 1511.
- Мадона са дететом, 1512.
- Витез, смрт и ђаво, 1513.
- Портрет Михаела Волгемута, 1516.
- Апостол Јаков Старији, 1516.
- Девица Марија у молитви, 1518.
- Лукрецијино самоубиство, 1518.
- Св. Ана са Девицом Маријом и дететом, 1519.
- Мадона са каранфилом, 1516.
- Максимилијан I, 1519.
- Св. Јероним слика, 1521.
- Портрет Бернарда фон Ресена, 1521.
- Св. Јован и Св. Петар, лева плоча  Четири апостола, 1526.
- Св. Марко а Св. Павле, десна плоча Четири апостола, 1526.
- Портрет Јоханеса Клеберга, 1526.
- Мадона са дететом и крушком, 1526.
- Портрет Јакоба Муфела, 1526.
- Портрет Хијеронима Холцшуера, 1526.